# The Sunbeam
The Sunbeam er en amerikansk stumfilm fra 1912 af D. W. Griffith.

## Medvirkende
- Ynez Seabury som Sunbeam
- Kate Bruce
- Claire McDowell som Spinster
- Dell Henderson